# Pseudofusicoccum stromaticum
Pseudofusicoccum stromaticum är en svampart som först beskrevs av Mohali, Slippers & M.J. Wingf., och fick sitt nu gällande namn av Mohali, Slippers & M.J. Wingf. 2006. Pseudofusicoccum stromaticum ingår i släktet Pseudofusicoccum och familjen Botryosphaeriaceae.   Inga underarter finns listade i Catalogue of Life.